# Philipp Achammer
Philipp Achammer, né le 4 juillet 1985 à Bressanone, est un homme politique italien, président (Obmann) de 2014 à 2024 de la Südtiroler Volkspartei (SVP).